# Tessa Jowell
Tessa Jowell, baronessa Jowell (Londra, 17 settembre 1947 – Shipston-on-Stour, 12 maggio 2018), è stata una politica inglese, membro del Partito Laburista, deputata per il collegio di Dulwich and West Norwood dal 1992 al 2015.

## Biografia
Ha occupato diversi incarichi ministeriali nei Governi Laburisti di Tony Blair e Gordon Brown. Dall'8 giugno 2001 al 28 giugno 2007 fu Segretario di Stato per Cultura, Media e Sport del Governo Blair
Dal 6 luglio 2005 è Ministro per le Olimpiadi, carica creata per le Olimpiadi estive del 2012 e confermata da Gordon Brown.
Dal 28 giugno 2007 all'11 maggio 2010 è Paymaster-General del Governo Brown.
Dal 1979 è sposata con l'avvocato David Mills, da cui si è ufficialmente separata nel 2006 in seguito al clamore per lo scandalo legato al cliente del marito, Silvio Berlusconi. David Mills fu indagato e condannato dalla giustizia italiana per riciclaggio di denaro e frode fiscale per aver coperto per conto di Berlusconi un complesso schema finanziario finalizzato a pagare tangenti alla Guardia di Finanza e a Bettino Craxi. Il reato, comprovato, fu infine prescritto per Mills dalla Cassazione nel 2010. La coppia continua a frequentarsi stabilmente, come dichiarato dalla Jowell nel 2012.
Nel 2015 viene nominata pari a vita, col titolo di Baronessa, alla Camera dei Lords.
Nel maggio 2017, Jowell scopre di avere un tumore al cervello. La sua famiglia lo ha annunciato pubblicamente il 17 settembre dello stesso anno, in occasione del suo 70º compleanno.
Jowell è deceduta nella propria casa a Shipston-on-Stour il 12 maggio 2018, a causa di un'emorragia cerebrale, che le aveva provocato il giorno prima uno stato comatoso.